# Te Awamutu
Te Awamutu – miasto w Nowej Zelandii, na Wyspie Północnej, 30 km na południe od miasta Hamilton. Około 14 tys. mieszkańców.
Z tej miejscowości pochodzi rockowy muzyk Neil Finn, lider zespołu Crowded House.